# Girlfriend/Boyfriend
Girlfriend/Boyfriend é uma canção de Blackstreet, lançado em 25 de maio de 1999.